# Осколкове (Мглинський район)
Осколково — село в Мглинському районі Брянської області Росія. Входить до складу Ветлівського сільського поселення.

## Географія
Село знаходиться в північно-західній частині Брянської області, в зоні хвойно-широколистяних лісів, на берегах річки Войлівки, при автодорозі 15К-1609, на відстані приблизно 9 кілометрів (по прямій) на північний схід від міста Мглин, адміністративного центру району. Абсолютна висота — 190 метрів над рівень моря.

### Клімат
Клімат характеризується як помірно континентальний, з теплим літом і помірно холодною зимою. Середньорічна багаторічна температура повітря становить 5,1 °C. Середня температура повітря найтеплішого місяця (липня) — 17,9 °C (абсолютний максимум — 38 °C); найхолоднішого (січня) — -8,5 °C (абсолютний мінімум — 39 °—). Безморозний період триває в середньому 130—135 днів. Середньорічна кількість атмосферних опадів становить 580 мм, з яких більша частина випадає в теплий період. Сніговий покрив тримається протягом 125 днів.

### Часовий пояс
Село Осколково, як і вся Брянська область, знаходиться у часовій зоні МСК (московський час). Зміщення використовуваного часу стосовно UTC складає +3:00.

## Населення
| 2010 | 2013 |
| ---- | ---- |
| 501  | ↘458 |

### Національний склад
Згідно з результатами перепису 2002 року, у національній структурі населення росіяни становили 100 % з 566 чол.